# 貝利嶺
77°12′S 145°2′W / 77.200°S 145.033°W
貝利嶺（英語：Bailey Ridge）是南極洲的山嶺，位於瑪麗伯德地，屬於福特山脈的一部分，處於布拉德斯山和弗萊明峰，全長7（4.3英里），該山嶺在1934年由美國探險隊發現。